# Julien Sévéon
 (novembre 2024).
Julien Sévéon est un journaliste français spécialisé dans les cinémas d'Asie et le cinéma populaire.

## Carrière
Julien Sévéon publie à la fin des années 1990 East Side Stories, une publication traitant de tous les cinémas d'Asie.
Il tient de 2001 à 2023 la première rubrique française uniquement dédiée aux cinémas d'Asie, « Les Notules Asiatiques », dans les pages de Mad Movies. Au sein de ce magazine, il est rédacteur en chef des hors-séries : Cinémas d'Asie, Grindhouse et Godzilla.
Il collabore à de nombreuses revues francophones et anglophones : AnimeLand, Kumite, Starfix, Dark Side, Asian Cult Cinema, etc.
En 2005, il lance et devient rédacteur en chef de Mad Asia.
Il devient par ailleurs directeur de collection avec CinExploitation puis transforme cette collection en maison d'édition.
Julien Sévéon est l'auteur de dix livres, dont quatre monographies (sur George A. Romero, Mamoru Oshii, Satoshi Kon et Shinya Tsukamoto) et six études (Blaxploitation 70's Soul Fever, Le Cinéma enragé au Japon, Category III - Sexe, sang et politique à Hong Kong, Maniac, Massacre(s) à la tronçonneuse, 30 Ans d'Étrange Festival).
Il intervient régulièrement sur les sorties vidéo ainsi que dans des ouvrages collectifs.

## Publications
- Le Cinéma enragé au Japon, Éditions Sulliver, 2006 / Rouge Profond, 2010 ;
- Blaxploitation 70's Soul Fever, Bazaar&co, 2008 ;
- Category III. Sexe, sang et politique à Hong Kong, Bazaar&co, 2009 ;
- Mamoru Oshii, Rêves, Nostalgie et Révolution, Éditions IMHO, 2012 ;
- George A. Romero : Révolutions, Zombies et Chevalerie, Popcorn, 2017  (ISBN 978-2919708055) ;
- Maniac, plongée mortelle dans le New York des 70's, Nitrate, 2019 ;
- Massacre(s) à la tronçonneuse - 1974 - 2017, une odyssée horrifique, CinExploitation, 2020  (ISBN 978-2-9571981-0-8) ;
- Satoshi Kon, rêver la réalité, CinExploitation, 2021 ;
- Shinya Tsukamoto, l'acier, la chair et la mort, Carlotta, 2023 ;
- 30 ans d'Étrange Festival, Carlotta, 2024.

### Ouvrages collectifs
- Le Cinéma thaïlandais, Asiexpo, 2006
- Les Nombreuses Vies de Conan, Les Moutons électriques, 2008 ;
- Lucio Fulci, le poète du macabre, Bazaar&co, 2009 ;
- Zombies !, Les Moutons électriques, 2009 ;
- (en) Film + Travel : Europe, Museyon, 2009 ;
- Kami et mécha, imaginaire japonais, Les Moutons électriques, 2011 ;
- Dictionnaire des cinéastes japonais, Carlotta, 2016 ;
- Hayao Miyazaki, nuances d'une œuvre, Les Moutons électriques, 2018.